# Ma’or
Ma’or (hebr. מאור) – moszaw położony w Samorządzie Regionu Menasze, w dystrykcie Hajfa, w Izraelu.

## Położenie
Moszaw Ma’or leży w północno-wschodniej części równiny Szaron na południe od masywu Góry Karmel, w otoczeniu miast Baka-Dżatt i Hadera, miasteczka Pardes Channa-Karkur, kibucu Lahawot Chawiwa, moszawów Sede Jicchak i Talme Elazar, oraz wiosek Sza’ar Menasze i Majsar. Na północ od moszawu znajduje się baza lotnicza En Szemer.

## Historia
Moszaw został założony w 1952 roku przez żydowskich imigrantów z Rumunii i Polski, którzy wyprowadzili się z miasta Hajfa z pragnieniem zamieszkania na wsi. Po kilku latach moszaw został opuszczony i w 1957 roku ponownie założony przez grupę imigrantów z Jemenu.

## Kultura i sport
W moszawie jest ośrodek kultury i boisko do piłki nożnej.

## Gospodarka
Gospodarka moszawu opiera się na intensywnym rolnictwie, uprawach w szklarniach i sadownictwie. Moszaw leży w bezpośrednim sąsiedztwie bazy lotniczej En Szemer, która obecnie jest wykorzystywana głównie do celów cywilnych. Na mocy zawartych porozumień Siły Powietrzne Izraela wyraziły zgodę na wykorzystywanie bazy En Szemer do celów cywilnych. Przy lotnisku działa nieliczny klub, którego członkowie dysponują trzema szybowcami i jednym samolotem szkolno-turystycznym Piper Cub Organizują oni kursy szybowcowe oraz oferują loty wycieczkowe.

Panorama moszawu Ma’or

## Transport
Na wschód od moszawu przebiega autostrada nr 6, brak jednak możliwości bezpośredniego wjazdu na nią. Z moszawu wyjeżdża się na wschód na drogę nr 581, którą jadąc na północ dojeżdża się do drogi nr 574 i wioski Sza’ar Menasze, lub jadąc na południe dojeżdża się do drogi ekspresowej nr 61 i kibucu Lahawot Chawiwa. Lokalna droga prowadzi na wschód do miasta Baka-Dżatt. W sąsiedztwie moszawu jest planowane poprowadzenie nowej autostrady nr 9.